# Maria Reiterová
Maria Josepha Reiterová, známá jako „Mimi“ či „Mitzi“ (23. prosince 1911 Berchtesgaden – 28. července 1992 Mnichov), byla německá obchodnice, na konci 20. let 20. století milenka pozdějšího diktátora Adolfa Hitlera. Svůj životopis poskytla v roce 1959 německému časopisu Stern.

## Raný život
Narodila se v obci Berchtesgaden jako dcera úředníka Sociálnědemokratické strany Německa.

## Vztah s Adolfem Hitlerem
Adolf Hitler se s Marií Reiterovou seznámil v době, kdy pracovala v obchodě v Obersalzbergu, jedné z oblíbených Hitlerových destinací. Podle jejího vyprávění se v 16 letech spřátelila s sedmatřicetiletým Hitlerem, jenž se jí začal dvořit. Na konci jednoho večera jí učinil hrubý sexuální návrh, který odmítla, a tak ji alespoň přiměl k polibku. Měli spolu několik dalších schůzek, během nichž s ní Hitler stále více citově manipuloval. Podle článku časopisu Stern jí „Hitler řekl, že by ji chtěl za manželku, že by s ní chtěl založit rodinu a mít blonďaté děti, ale v tuto chvíli nemá čas na takové věci myslet. Hitler opakovaně mluvil o své povinnosti, o svém poslání.“ Řekl jí, aby na něj počkala, že budou žít spolu. Po tomto prohlášení ji začal ignorovat a známost přerušil. To ji uvrhlo do deprese. V roce 1928 se v zoufalství pokusila oběsit, ale její švagr ji zachránil.
Po této události se rozhodla Adolfa Hitlera opustit a provdala se za místního hoteliéra Ferdinanda Woldricha. Manželství nebylo šťastné a v roce 1931 svého muže opustila. Poté, co ji návštěva Rudolfa Hesse přesvědčila o Hitlerově neutuchajícím zájmu o ni, odcestovala do Mnichova, aby se s ním znovu setkala. Uvedla, že s Hitlerem strávila noc a nikdy se necítila tak šťastná jako tehdy. Hitler jí navrhl, aby zůstala v Mnichově jako jeho milenka, ale ona se chtěla vdát. On se však obával, že vztah se ženou, která opustila svého manžela, by ho politicky poškodil, a tak se rozešli. Hitler nicméně pověřil svého osobního právníka Hanse Franka, aby se postaral o její rozvod.
V roce 1934, po Hitlerově nástupu k moci, se s ním znovu setkala a on ji znovu požádal, aby se stala jeho milenkou, ale byl odmítnut. To vedlo k hádce, v níž Hitler zopakoval, že se nemůže oženit a mít děti, protože musí splnit své velké poslání. Nakonec se v roce 1936 provdala za Schutzstaffel-Hauptsturmführera Georga Kubische, kterému Hitler na shromáždění Schutzstaffelu v Mnichově poblahopřál ke sňatku. Jejich poslední setkání se uskutečnilo v roce 1938, kdy podle Reiterové Hitler vyjádřil nespokojenost se svým vztahem s Evou Braunovou. Kubisch byl zabit v roce 1940 během bitvy u Dunkerque, načež Hitler poslal Reiterové 100 rudých růží.
Podrobnosti jejího vyprávění o jejich fyzickém vztahu nelze potvrdit, ačkoli skutečnost, že byl do ní Hitler zamilovaný, potvrdila jeho sestra Paula Hitlerová. Ta prohlásila, že Reiterová byla jedinou ženou, která mohla omezit jeho destruktivní pudy. Po válce byly nalezeny dva dopisy z dubna 1945, které Marie Reiterová napsala Hitlerovi. Byly napsány v láskyplném duchu a použitými slovy naznačovaly intimitu.